# Jean-Sébastien Mouche
Pour les articles homonymes, voir Mouche (homonymie).
Jean-Sébastien Mouche est un personnage imaginaire né d'un canular datant du 1er avril 1953.
Pour contredire le linguiste Albert Dauzat qui indiquait que l'absence de « s » à Mouche (dans le terme « bateaux-mouche ») est une faute de grammaire, en accord avec le directeur de la compagnie des « Bateaux-mouche »  parisiens, le journaliste et écrivain Robert Escarpit rédige une biographie fantaisiste de Jean-Sébastien Mouche (1834-1899), dont il fait à la fois le collaborateur du baron Haussmann, l'inventeur des bateaux-mouches, et le créateur d'un corps d'inspecteurs de la police spécialisés dans le renseignement et appelés « mouchards ». Il s'agit en réalité d'un canular à visée publicitaire.